# Stazione di Ovada
Stazione di Ovada vasútállomás Olaszországban, Ovada településen.

## Vasútvonalak
Az állomást az alábbi vasútvonalak érintik:
- Asti–Genova-vasútvonal
- Alessandria–Ovada-vasútvonal

## Kapcsolódó állomások
A vasútállomáshoz az alábbi állomások vannak a legközelebb:
- Stazione di Rossiglione
- Stazione di Molare
- Stazione di Ovada Nord